# بخار مشبع
البخار المشبع (بالإنجليزية: Saturated vapor)‏ هو بخار درجة حرارته مساوية لدرجة حرارة التشبع المناظرة للضغط الواقع عليه, و علي وشك التحول إلي بخار محمص، ويمكن تحديد خواصه من جداول البخار بمعرفة ضغط التشبع أو درجة حرارة التشبع.